# 法兰西美洲博物馆

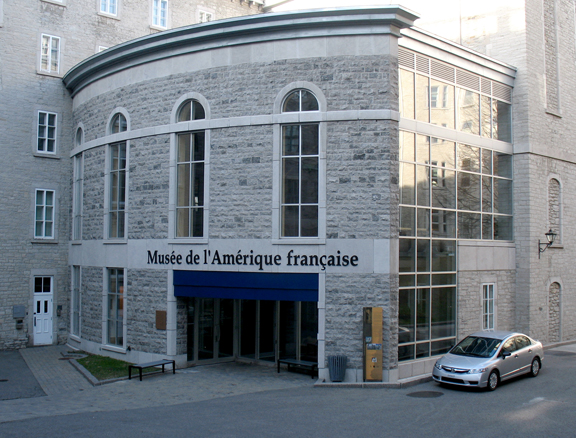
入口

法兰西美洲博物馆（Musée de l'Amérique française）坐落在加拿大魁北克省魁北克市魁北克老城，旨在发展和推动北美洲的法国文化。自1995年以来馆藏由文明博物馆管理。

## 历史
这是加拿大最古老的博物馆，由弗朗索瓦·蒙莫朗西-拉瓦尔主教创建于1663年。1993年，神学院博物馆正式更名为法兰西美洲博物馆（Musée de l'Amérique française），2013年又改为法语圈美洲博物馆（Musée de l'Amérique francophone）。
|  |  |